# Color TV Game Racing 112
 (octobre 2019).
Si vous disposez d'ouvrages ou d'articles de référence ou si vous connaissez des sites web de qualité traitant du thème abordé ici, merci de compléter l'article en donnant les références utiles à sa vérifiabilité et en les liant à la section « Notes et références ».
La Color TV Game Racing 112 est le troisième modèle Color TV-Game de Nintendo (model CTG-CR112). Elle sort le 8 juin 1978 au prix de 12 500 ¥.
Elle dispose d'un volant et d'un levier de vitesse, similaires à ceux des borne d'arcade de l'époque. Elle propose 112 jeux, variantes d'une dizaine de jeu de course, où seul le niveau de difficulté change. Le principe de ces jeux est plutôt simple, comme « dépasser un certain nombre de voitures en un temps défini » ou « parcourir le plus de kilomètres sans avoir d'accidents ».
Elle permet également à deux joueurs de s'affronter. L'écran se divise alors en deux verticalement, et les deux joueurs dirigent leur automobile respective avec deux manettes câblées et débranchables.
Elle est la Color TV Game qui eut le moins de succès, avec 160 000 exemplaires vendus.